# Rhagodomma vittata
Rhagodomma vittata är en spindeldjursart som beskrevs av Roewer 1933. Rhagodomma vittata ingår i släktet Rhagodomma och familjen Rhagodidae. Inga underarter finns listade i Catalogue of Life.